# Пресека (Кочани)
Пресека (мкд. Пресека) је насеље у Северној Македонији, у источном делу државе. Пресека је у саставу општине Кочани.

## Географија
Пресека је смештена у источном делу Северне Македоније. Од најближег града, Кочана, насеље је удаљено 20 km североисточно.
Насеље Пресека се налази у историјској области Осогово, на јужним падинама Осоговске планина. Западно од насеља протиче Оризарска река, која се јужније улива у реку Брегалницу. Надморска висина насеља је приближно 930 метара. 
Месна клима је планинска због знатне надморске висине.

## Становништво
Пресека је према последњем попису из 2002. године имала 68 становника.
Претежно становништво у насељу су етнички Македонци (100%).
Већинска вероисповест месног становништва је православље.